# The Apostasy
The Apostasy è l'ottavo studio album della band blackened death metal polacca Behemoth. Il disco è uscito in Europa il 2 luglio 2007.

## Il disco
A differenza dei precedenti lavori dei Behemoth, The Apostasy contiene cori vocali, sezioni di pianoforte e fiati (un trio di tromba, trombone e corno francese, usati in più canzoni).
Durante le registrazione, il gruppo ha registrato una nuova versione di "Chant for Eschaton 2000" (dall'album Satanica) che probabilmente sarà pubblicata in un futuro singolo. Inoltre The Apostasy è il primo album dei Behemoth ad entrare nella classifica di Billboard 200, debuttando alla posizione numero 149.
A detta del leader Nergal, questa fatica del gruppo costituirà il loro lavoro più brutale, estremo e blasfemo, per quanto riguarda i testi (dichiaratamente ostili al cristianesimo) e gli arrangiamenti strumentali.
Il titolo si riferisce all'apostasia, ovvero il pubblico abbandono e ripudio di una fede o di un'ideologia, spesso in favore di cause e credenze esattamente opposte.

## I titoli
- "Rome 64 C.E." - Si riferisce al grande incendio di Roma avvenuto nel 64 C.E.; in questa occasione, secondo la tradizione San Pietro (e probabilmente anche altri apostoli), furono martirizzati. Questo spiega anche il titolo di "Slaying the Prophets ov Isa" ("Uccidendo i profeti di Isa")
- "Slaying the Prophets ov Isa" - Isa è il nome arabo di Gesù Cristo.
- "Prometherion" è un portmanteau di Prometeo (dal greco: Προμηθεύς; "presagio", "previsione") e Therion (dal greco: θηρίον; "animale selvaggio" o "bestia").
- "Kriegsphilosophie" in tedesco significa "filosofia di guerra".
- il Pazuzu era una creature ampiamente temuta nella mitologia mesopotamica: aveva ali di aquila, testa deforme, affilati artigli leonini e la coda di uno scorpione. Rappresenta la personificazione del vento di tempesta del Sud Est, portatore di malattie e rovina.
- "Christgrinding Avenue" parla della Via Crucis e della crocifissione di Gesù Cristo.

## Tracce
1. Rome 64 C.E. – 1:25
2. Slaying the Prophets ov Isa – 3:23
3. Prometherion – 3:03
4. At the Left Hand ov God – 4:58
5. Kriegsphilosophie – 4:23
6. Be Without Fear – 3:17
7. Arcana Hereticae – 2:58
8. Libertheme – 4:53
9. Inner Sanctum – 5:01
10. Pazuzu – 2:36
11. Christgrinding Avenue – 3:51

## Formazione
- Adam "Nergal" Darski - voce, chitarra solista, sintetizzatori, programmazione
- Tomasz "Orion" Wróblewski - basso, secondi voci
- Zbigniew Robert "Inferno" Promiński - percussioni e batteria
- Patryk "Seth" Sztyber - chitarra ritmica, chitarra acustica, seconde voci
- Leszek Możdżer - pianoforte su "Inner Sanctum"
- Warrel Dane - voci su "Inner Sanctum"
- Graal - Artwork e design della copertina